# خان الأشقر

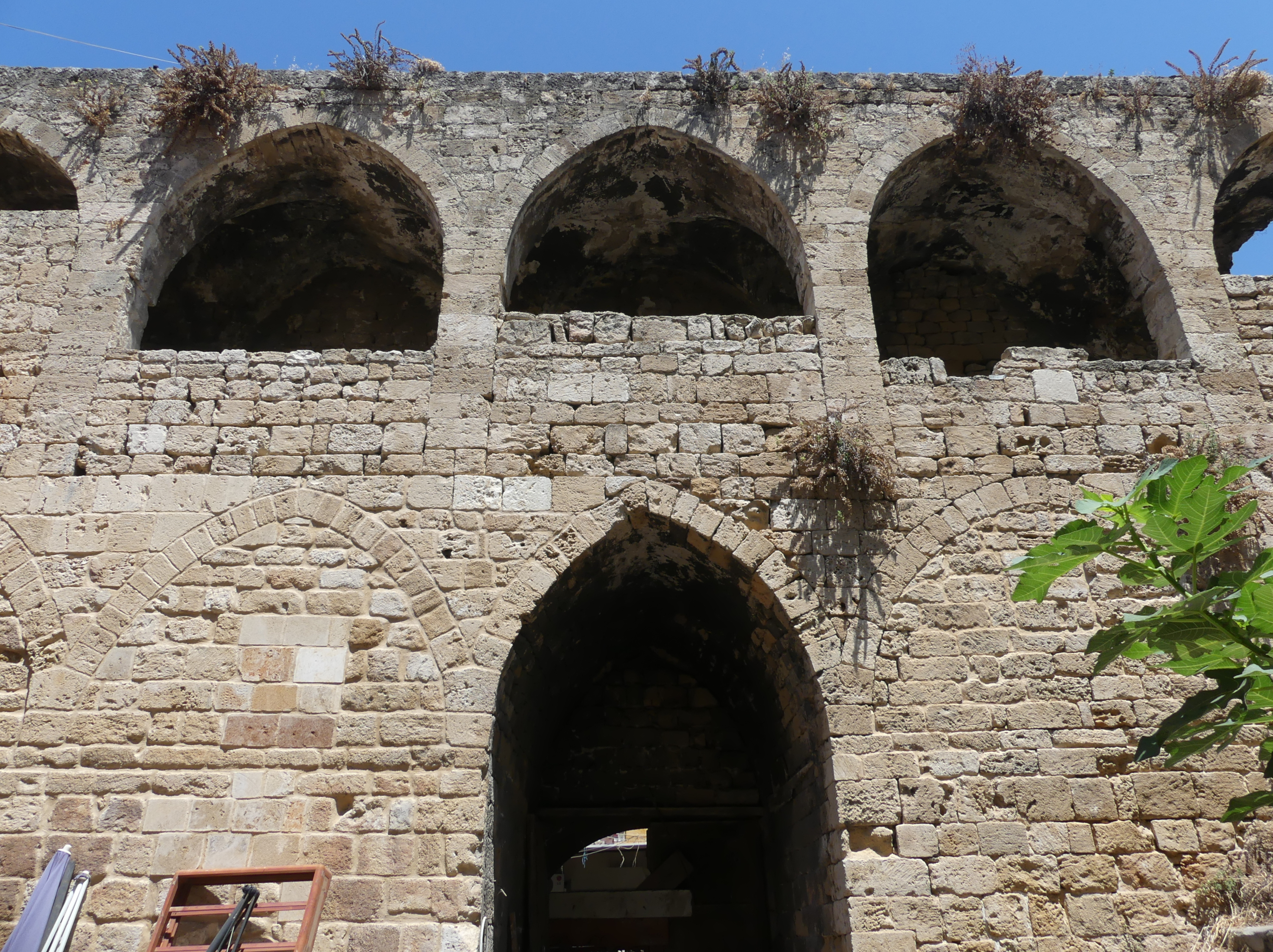
الجزء الأمامي لقصر معان (خان الأشقر)، كما يبدو من الباحة الداخلية.

خان الأشقر هو بناء أثري يوجد في مدينة صور اللبنانية. تم بنائه في عهد المعنيين في أواخر القرن السادس عشر خلال فترة ولاية الأمير يونس المعني الذي اتخذّه مقرّاً له.
وفي العهد العثماني, تم أتخاذ خان الأشقر كونه مبنى ضخم إلى ثكنة عسكرية لحماية مرفأ صور من القراصنة. وفي القرن التاسع عشر، أتخذ خاناً تجارياً أي فندق يستخدمه زوار المدينة كالرحالة والتجار. وكانوا أيضا يخزّنون بضاعتهم فيه، ويربطون وسائل نقلهم من العربات والدواب في الطبقة السفلية المؤلفة من ثماني قاعات، وينامون في الطبقة العلوية المؤلفة من سبع غرف.
وفي فترة الانتداب الفرنسي أتخذ ثكنة عسكرية للجيش الفرنسي. وبعد الاستقلال استأجره المواطن عبده الأشقر  وأعطاه اسمه واستخدم طابقه السفلي ورشةً صناعية.
وسيتم تحويله بيتاً لصناعة الحرف التراثية التقليدية لمدينة صور وتعليم هذه الصناعة المهدّدة بالزوال إلى شباب يافعين، على أن تُعرض القطع المنتجة في قاعات مخصصة في الخان لبيعها للعامة. وسيُدرج الخان على لائحة الأبنية التراثية السياحية في صور.